# Robots (pel·lícula de 2005)
Robots és una pel·lícula d'animació estatunidenca de Chris Wedge i Carlos Saldanha estrenada l'any 2005. És dedicada a David Boyd Brown. Ha estat doblada al català.

## Argument
En un món poblat totalment de robots, el jove Rodney abandona la seva petita ciutat per provar sort com inventor a l'urbs de RobotVille. Però moltes sorpreses l'esperen.

## Repartiment
(Veus angleses)

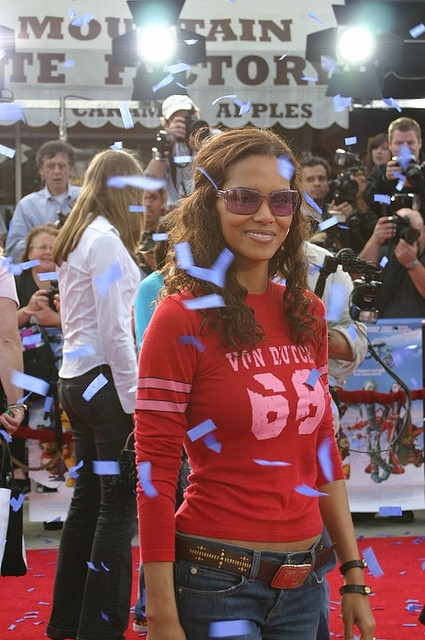
L'actriu Halle Berry a l'estrena del film.

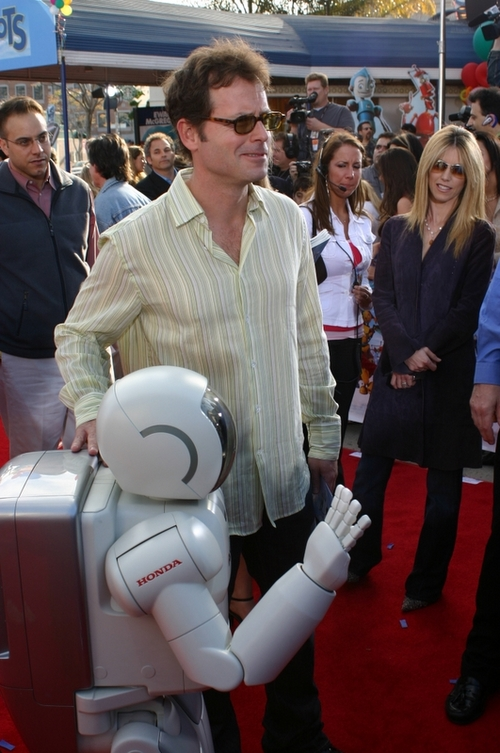
I l'actor Greg Kinnear, igualment a l'estrena

- Ewan McGregor: Rodney Copperbottom
- Robin Williams: Fender
- Halle Berry: Cappy
- Mel Brooks: Bigweld
- Stanley Tucci: Mr. Copperbottom
- Dianne Wiest: Mrs. Copperbottom
- Greg Kinnear: Ratchet
- Paul Giamatti: Tim
- Jim Broadbent: Mrs. Gasket
- James Earl Jones: Mufasa
- Catherine O'Hara: Sally
- William Hickey: Dr. Finkelstein
- Amanda Bynes: Piper
- Drew Carey: Crank
- Harland Williams: Lug

## Al voltant de la pel·lícula
- La melodia de Fender titulada Canto sota el greix és un pastitx de Canto sota la pluja del film Cantem sota la pluja.
- Quan Rodney arriba a Robot-City, es pot entreveure un robot molt assemblant a Sid, el mandrós (cap a 15 minuts de film). Els directors, Chris Wedge i Carlos Saldanha, han volgut fer una picada d'ull al seu precedent film d'animació en comú que no és altra que L'Edat de gel estrenat tres anys abans.

## Crítica
- "Una molt imaginativa rondalla sobre la lluita contra l'adversitat. Però el que fa de la pel·lícula un enginyós (i també astut discurs) passatemps és el seu ritme endimoniat, el seu muntatge eficaç, un guió en el qual l'atenció mai decau."[3]
- "Igual que 'Buscant a Nemo', aquesta és una pel·lícula que es gaudeix contemplant-la independentment del que tracta (...) Puntuació: ★★★½ (sobre 4)"[4]
- "Extremadament enginyosa, dolçament subversiva."[5]